# Крета Вјоличи (Рагуза)
Крета Вјоличи је насеље у Италији у округу Рагуза, региону Сицилија.
Према процени из 2011. у насељу је живело 37 становника. Насеље се налази на надморској висини од 432 м.